# District de Beitou

Localisation du district de Beitou

Le district de Beitou (chinois traditionnel : 北投區; ; pinyin : Běitóu Qū ; Wade : Pei-t'ou Chü) est le plus septentrional des douze districts de Taipei. La graphie historique de ce district est Peitou. Le nom est un dérivé du mot taïwanais Kipatauw, signifiant « sorcière ». Beitou est le plus montagneux et le plus élevé des districts de Taïpei, bien qu'il inclut également une plaine parcourue de plusieurs rivières provenant d’une vallée géothermique, favorisant l’apparition de brouillard. Beitou est connu pour ses sources chaudes.

## Histoire
Au début de l’ère japonaise, Hokutō (Pak-tau) était un village à l’entrée de la soufrière de Formose du nord. Les trois mines japonaises présentes dans le district produisaient environ 200 tonnes de soufre mensuellement. Les Japonais avaient reconnu le potentiel du village et y ont bâti plusieurs établissements de bains, calqués sur les onsens nippons, alimentés par la vallée thermique. Les sources chaudes ont été développées en multipliant les thérapies, comme des massages, de l’acupuncture, de l’hydrothérapie et des restaurants de qualité. Les eaux minérales sont célèbres pour leurs bénéfices sur la santé.
Entre 1920 et 1941, le village de Hokutō (北投庄) était administré dans le cadre du district de Shichisei, Préfecture de Taihoku. Il a été élevé au rang de ville de Hokutō en 1941.
Après le retour de Taïwan à la République de Chine en 1945, il a été renommé canton de Peitou (北投鎮), appartenant au comté de Taïpei. À partir de 1949, Peitou et Shilin étaient administrés par la nouvellement formée Agence administrative de Yangmingshan. Les deux sont fusionnés dans la ville de Taïpei le 1er juillet 1968 en tant que districts. En 1974, l’Agence administrative de Yangminshan est restructurée et le district de Beitou est placée sous la juridiction directe de la ville de Taïpei.

## Économie
Asus a son quartier-général à Beitou.

## Institutions
L’institut national de recherche de médecine chinoise est présente dans le district.

## Éducation
Universités :
- Fu Hsing Kang College
- National Defense University
- National Taipei University of Nursing and Health Science
- National Yang-Ming University
- Taipei City University of Science and Technology
- Taipei National University of the Arts
- Mackay Medicine, Nursing and Management College

Collèges et Lycées : 
- Zhong Zheng Senior High School
- Taipei Municipal Fuxing Senior High School
- Taipei Xin-Min Junior High School
- Taipei Beitou Junior High School
- Taipei Mingde Junior High School

## Tourisme
Beitou a une des plus grandes concentrations de sources chaudes et de spas du monde. Alors qu’un petit parc était autrefois utilisé pour se relaxer dans les bains chauds, la vallée de Beitou a évolué aujourd’hui à travers un complexe de plus de trente établissements, vu par les locaux comme par les touristes comme le meilleur endroit du pays pour se délasser. Parmi les attractions locales, on peut citer le musée des sources chaudes, le musée de Beitou ou encore la vallée thermique. Le parc national de Yangmingshan y est également présent. 
Le district abrite également le musée aborigène de Beitou (凱達格蘭文物館 – Kǎidágélán Wénwùguǎn). Le musée est centré sur la tribu Kegalan, vivant originairement à Beitou et dans la région alentour, il y a plus de 400 ans. Découvrez-y également les structures sociales, les traditions, l’architecture, et l’histoire des 14 tribus aborigènes de Taïwan.  

## Transports
Le district est desservi par les gares Beitou Station, Xinbeitou Station, Zhongyi Station, Qiyan Station, Fuxinggang Station, Guandu Station, Qilian Station, Mingde Station et Shipai Station du Métro de Taïpei.

## Personnalités liées à Beitou
- Tai Chih-yuan, acteur